# Cầu Lipcani-Rădăuți
 Cầu Lipcani-Rădăuți (tiếng Romania: Podul Lipcani-Rădăuţi) là một cây cầu đường bộ qua Prut và một trạm kiểm soát giữa Moldova và România.

## Lịch sử
Cây cầu Rădăuți-Lipcani được xây dựng vào năm 1937 và nổ tung vào năm 1941 bằng cách rút lui Hồng quân, trong cuộc xâm lược của Đức do Liên Xô lãnh đạo. Nó được xây dựng lại nhưng bị phá hủy một lần nữa vào năm 1944 trong vụ đánh bom trong Thế chiến II. Năm 2000, Ủy ban châu Âu đã dành 11 triệu euro cho Moldova và Romania để xây dựng lại cây cầu. Việc xây dựng được hoàn thành vào năm 2005. Cây cầu dài 246 mét (807 ft) và rộng 10,5 mét (34 ft). Cây cầu cách xa Chișinău hơn 250 km (160 mi).
Cây cầu và trạm kiểm soát biên giới giữa Romania và Moldova đã được công bố lại vào ngày 15 tháng 2 năm 2010  Dải băng khánh thành đã bị cắt bởi Thủ tướng Vlad Filat, Bộ trưởng Bộ Nội vụ và Nội vụ Rumani Vasile Blaga và Trưởng Phái đoàn Liên minh Châu Âu tại Moldova, Dirk Schuebel. Filat lưu ý rằng sau 66 năm, công dân Moldova lại có khả năng qua cầu. Ngoài Filat, Moldova còn được đại diện bởi Bộ trưởng Nội vụ Victor Catan, người đứng đầu Cơ quan Hải quan Tudor Balițchi và người đứng đầu Cơ quan Biên phòng Alexei Roibu và Romania bởi người đứng đầu Hội đồng Hạt Suceava, Gheorghe Flutur, người đứng đầu Hội đồng quận Botoşani, Mihai buleac, và quận trưởng của quận Botoșani, Cristian Roman.
Trạm kiểm soát mới tại Lipcani-Rădăuți Prut sẽ tạo điều kiện thuận lợi cho việc thực hiện thỏa thuận về thương mại xuyên biên giới quy mô nhỏ được hai nước ký kết vào cuối năm 2009. Có bảy cửa khẩu biên giới Moldova Moldova khác.